# Сеттха Тхавісин
Сеттха Тхавісин (тай. เศรษฐา ทวีสิน, вимова: [sèːt.tʰǎː tʰā.wīː.sǐn]) — тайський бізнесмен і політик, прем'єр-міністр Таїланду з 22 серпня 2023 по 14 серпня 2024 року. Раніше він був виконавчим директором і президентом Sansiri. 14 серпня 2024 року Тавісин був усунений з посади Конституційним судом.